# جتمور (کانزاس)
جتمور (به انگلیسی: Jetmore) شهری در ایالت کانزاس کشور ایالات متحده آمریکا است که جمعیت آن در سرشماری سال ۲۰۱۰ میلادی، ۸۶۷ نفر بوده‌است.